# رولاندو روبالکاوا
رولاندو روبالکاوا (اسپانیایی: Rolando Rubalcava‎; ۲۲ ژوئیهٔ ۱۹۲۳ – ۱۵ اکتبر ۱۹۹۶) بازیکن بسکتبال اهل مکزیک بود. وی در بازی‌های المپیک تابستانی ۱۹۵۲ شرکت کرده‌است.